# José Manuel Urtain
José Manuel Ibar Azpiazu, plus connu comme Urtain, est un boxeur espagnol né le 14 mai 1943 à Aizarnazábal (province du Guipuscoa) et mort le 21 juillet 1992 à Madrid. Il est champion d'Europe des poids lourds en 1970 et 1971.

## Biographie
José Manuel Ibar Azpiazu passe son enfance dans une ferme de Urtain, d'où lui vient son surnom. Il naît dans une famille nombreuse (trois sœurs et six frères). Il étudie à l'école des jésuites de Tudela. Il travaille ensuite comme maçon. À l'âge de 18 ans, il commence à pratiquer les sports traditionnels basques. Son père les pratiquait aussi (levé de pierre). Le frère de Urtain, Cándido, fut pelotari professionnel et gagna sa vie à Dania Beach en Floride.
Au début des années 1960, Urtain vit à Cestona où il s'initie en tant qu'aizkolari, pratiquant aussi le harri-jasotzea (levé de pierres) et le idi proba. Urtain parvient à soulever des blocs de 250 kilos et bat des records tel que celui de lever 192 fois une pierre de 100 kilos. Il devient connu dans ce monde des sports traditionnels basques.
Il sort du Pays basque pour effectuer son service militaire à Ceuta où l'on remarque sa force physique. Cependant, c'est à son retour au pays basque que le manager José Lizarazu, propriétaire de l'Hôtel Orly à San Sebastián, remarque ses possibilités en tant que boxeur. Urtain débute le 24 juillet 1968 face au boxeur de Santander Johny Rodri. Le combat ne dure que 17 secondes. Urtain accumule 27 victoires consécutives par KO.
Le moment le plus important de sa carrière survient en 1970 lorsqu'il bat l'allemand Peter Weiland par KO au septième round au Palacio de los Deportes de Madrid, devenant ainsi champion d'Europe des poids lourds. Urtain perd son titre au stade de Wembley à Londres le 10 novembre 1970 face au britannique Henry Cooper, un boxeur expérimenté qui avait affronté Cassius Clay. Urtain récupère le titre européen en battant Jack Bodell dès le second round. Il perd le titre face à l'allemand Jürgen Blin à Madrid en 1972. Il tente de le récupérer à Anvers face au belge Jean-Pierre Coopman mais perd au 4e round. C'est son dernier combat. Il continue pendant un certain temps comme catcheur.
Lebilan de sa carrière de boxeur est de 71 combats, 56 victoires (41 par KO), 11 défaites et 4 nuls. Il a été champion d'Espagne et champion d'Europe des poids lourds à trois reprises. Urtain était très populaire dans les médias. Il n'y avait pas eu un aussi bon boxeur en Espagne depuis Paulino Uzcudun. Acculé par les dettes, Urtain se suicide à Madrid en 1992 en se jetant du dixième étage de l'immeuble où il habitait.